# RAM-2000
RAM-2000 («Раам-2000») — бронеавтомобиль израильского производства.
Машина разработана на заводе РАМТА, принадлежащем концерну IAI («Israel Aircraft Industries Ltd.») и впервые представлена в 2004 году.
Бронеавтомобиль «RAM-2000» может использоваться в качестве лёгкой разведывательной машины; лёгкого армейского бронеавтомобиля; броневика для полицейских спецподразделений; командно-штабной машины; транспорта.

## Конструкция
Броневой корпус разработан компанией «Plasan Sasa» и обеспечивает защиту от попадания 7,62-мм пуль и осколков артиллерийских снарядов. В зависимости от модификации, машина способна перевозить 6-8 бойцов и груз весом до 1,2 тонны. Машина оборудована радиостанцией и кондиционером.

## Варианты и модификации
Бронеавтомобиль «RAM-2000» разработан в 12 различных вариантах исполнения, среди которых:
- разведывательная машина — оснащена комплексом POP200 (Plug-in Optronic Payload 200) производства израильской компании TAMAM, в состав которого входит видеокамера, тепловизор, лазерный дальномер/целеуказатель и РЛС EL/M-2129 с 11-метровой телескопической мачтой и системой дистанционного управления[2].
- бронетранспортёр — перевозит 8 бойцов и груз весом до 1,2 тонны (для размещения груза, сидения в десантном отделении выполнены складными).
- RAM 2000 Mk.III — модифицированный вариант RAM 2000, впервые представлен в 2008 году[3].
- RAM 2000 Mk.III AT — «противотанковый вариант» RAM 2000 Mk.III, оснащенный выдвижной четырехзарядной пусковой установкой противотанкового ракетного комплекса IAI Nimrod-SR (LAHAT) с полуактивной лазерной системой наведения.

## Операторы
- Вьетнам — в 2006 году заказана и в 2006—2007 поставлена партия из 5 машин для спецподразделений полиции[источник не указан 3302 дня]
- Лесото — 6 единиц, по состоянию на 2016 год[4]
- Сенегал — более 6 единиц, по состоянию на 2016 год[5]
- Чад — более 31 единицы, по состоянию на 2018 год[6]
- Камерун — 5 единиц, по состоянию на 2016 год[7]